# لایکامینگ انجینز
لایکامینگ انجینز (به انگلیسی: Lycoming Engines) اصلی‌ترین شرکت تولیدکننده موتور هواگرد پیستونی است که در شهر ویلیام‌اسپورت، پنسیلوانیا، آمریکا قرار دارد. عمده محصولات این شرکت موتورهای چهار، شش و هشت سیلندر هوا خنک می‌باشد که برای هواپیماهای سبک و هلیکوپتر مناسب می‌باشد.
لایکامینگ تاکنون بیش از ۳۲۵۰۰۰ موتور پیستونی تولید کرده که نیروی محرکه نیمی از هواگردهای بخش هوانوردی عمومی بال ثابت و متحرک بوده‌است. لایکامینگ بخشی از شرکت آوکو می‌باشد که خود نیز تابعه شرکت تکستران است.